# Wiesław Kukla

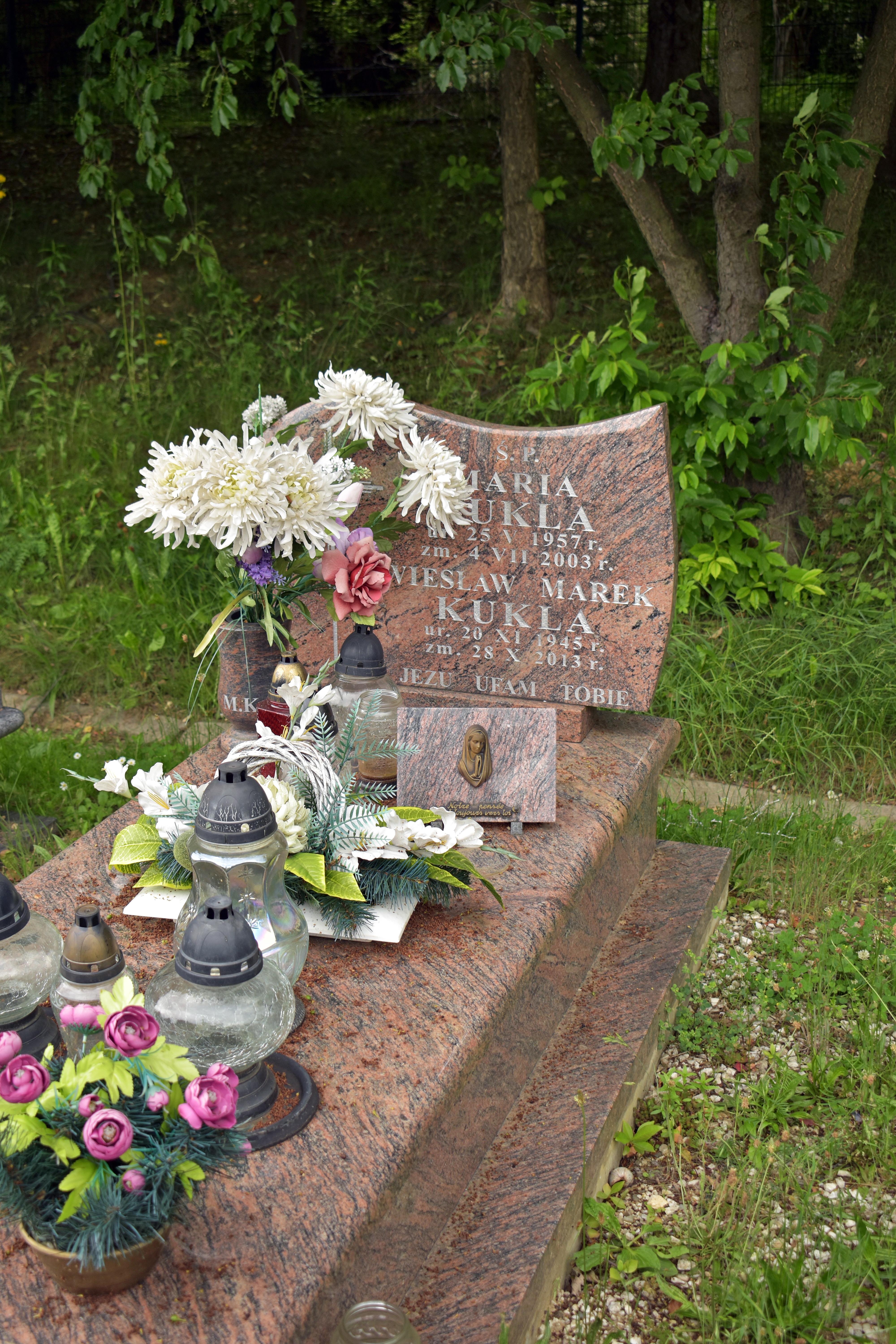
Grób Wiesława Kukli
Kraków, cmentarz Grębałów.

Wiesław Marek Kukla (ur. 20 listopada 1945, zm. 11 listopada 2013 w Paryżu) – polski działacz opozycyjny, założyciel Polskiej Partii Socjalistycznej w Krakowie w 1987.

## Życiorys
Ukończył Liceum Sztuk Plastycznych w Nowym Wiśniczu. Pracował jako technik plastyk w Przedsiębiorstwie Konstrukcji Stalowych i Urządzeń Przemysłowych Mostostal 5 w Nowej Hucie. W 1980 założył tam „Solidarność” i został jej pierwszym przewodniczącym. Był członkiem Komitetu Strajkowego w Hucie im. Lenina w Krakowie w grudniu 1981.
Został internowany 17 grudnia 1981, przebywał w ośrodkach internowania w Nowym Wiśniczu i Załężu, zwolniony 2 lipca 1982. Uczestnik działań opozycyjnych. Aresztowany w 1984, został objęty amnestią w tymże roku, kontynuował działalność niepodległościową wraz z żoną Marylą, aktywną członkinią KPN.
W 1987 był jednym z założycieli Polskiej Partii Socjalistycznej w Krakowie. Kierował Komitetem Założycielskim Organizacji Terenowej PPS w Nowej Hucie, a następnie Małopolskim Komitetem Okręgowym PPS, wydawał pismo „Robotnik Polski”, a następnie „Naprzód”. W 1989 był wiceprzewodniczącym Rady Naczelnej PPS kierowanej przez Jana Józefa Lipskiego. W 1990 na XXV Kongresie PPS łączącym struktury krajowe emigracyjną PPS i został wiceprzewodniczącym Centralnego Komitetu Wykonawczego.
Po 1990 wyemigrował do Francji, gdzie w 2013 zmarł. Pochowany 15 listopada na cmentarzu Grębałowskim w Krakowie – Nowej Hucie.